# 남규리
남규리(본명: 남미정, 1984년 4월 26일~)는 대한민국의 가수, 배우이다.

## 학력
- 국사봉중학교 졸업
- 당곡고등학교 졸업
- 명지전문대학 실용음악학 중퇴
- 경희대학교 연극영화학 졸업

## 생애

### 어린 시절에서 데뷔까지
남규리는 1984년 4월 26일 대한민국 서울에서 태어나 전라남도 순천에서 어린시절을 보냈다. 1남3녀 중 셋째로 태어났다. 어렸을 적에는 유복하였으나, 초등학교 3학년 때 아버지가 선 보증이 잘못된 데다가 사기까지 당해 여섯 식구가 반지하 단칸방에서 살아야 할 정도로 생활이 어려워졌다. 중학교 시절 노래와 춤에 관심이 많아 3학년 때부터 가수의 꿈을 키웠는데, 보컬 학원에 다닐 형편이 안돼 당시 살던 신대방동 반지하 단칸방 옆에 있던 개를 기르던 창고에서 노래 연습을 했고, 인터넷에서 ‘노래 잘 부르는 법’, ‘바이브레이션 잘 하는 법’, ‘허스키한 목소리 나게 하는 법’ 등을 검색해서 출력한 뒤 혼자 공부했다. 아버지가 막일을 하고, 어머니는 파출부와 음식점 주방일을 하며 4남매를 키웠는데, 남규리도 중학교 3학년 때부터 아르바이트를 시작했다.
고등학교 졸업 후 명지전문대 실용음악과에 진학했다. 남규리는 한 학기만을 마치고 휴학한 후, 가수가 되기 위해 오디션을 보기 시작했는데, 집에 손을 벌릴 수가 없어 햄버거집에서도 일하였고, CF 코러스, 만화영화 주제가 부르기, 텔레마케팅, 노트북 판촉행사 도우미 등 각종 아르바이트를 해야했다. 그녀는 아르바이트를 하던 시절 《백세개의 모노로그》라는 책을 보면서 혼자 연기 공부를 하기도 했다. 청담동에 있는 커피숍에서 아르바이트를 할 때 마침 가게에 이수만과 양현석이 손님으로 온 일이 있었는데, 남규리는 둘이 나갈 때 가수가 되고 싶다는 내용의 쪽지를 건넸고, 양현석 측에서 연락이 와서 오디션 후 연습생으로 뽑혔다. 1년간 YG 엔터테인먼트에서 연습생 생활을 하다 2004년 피치 못할 사정으로 그만두게 되었고, 남규리는 대인기피증까지 겪을 정도로 심한 절망감을 느꼈다. 이후 바이브의 류재현이 그녀를 음반 기획자 김광수에게 소개해줘서 오디션을 거쳐 다시 연습생이 되었고, 마침내 2006년 2월 김연지, 이보람과 함께 1집 앨범 The First Mind를 발매하며 3인조 여성 음악 그룹 씨야의 리더이자 리드보컬로 데뷔하였다.

### 그룹 씨야 및 개인 활동

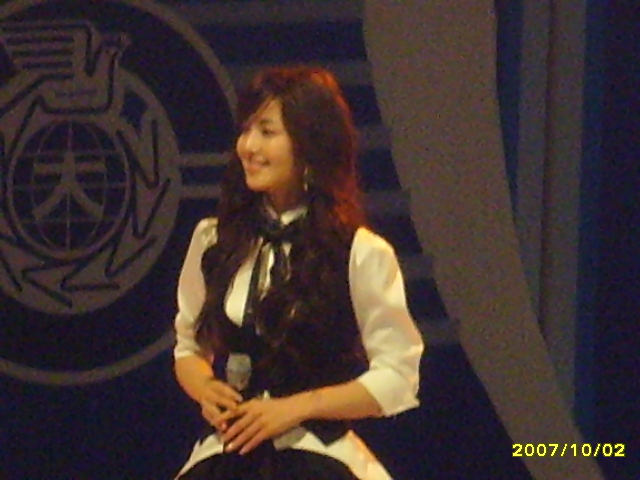
2007년 10월 창원대학교에서 공연중인 남규리.

데뷔 직후부터 언론으로부터 ‘여자 SG 워너비’로 불리며 관심을 받은 씨야는 2006년 3월 12일 《SBS 인기가요》에서 지상파 데뷔 무대를 가졌다. 1집 대표곡 〈여인의 향기〉는 온라인 음악 차트인 맥스차트에서 2주 연속 1위를 하였고, 《SBS 인기가요》에서 4월 넷째주 뮤티즌송을 차지하는 등 인기를 끌었다. 한편 남규리는 다른 멤버보다 먼저 활동을 시작해 같은해 4월부터 SBS 《일요일이 좋다》의 ‘X맨’ 코너에 출연하여 송혜교를 닮은 외모로 누리꾼들의 주목을 받았고, 6월에는 SBS 《실제상황! 토요일》의 코너인 ‘리얼로망스 연애편지 시즌3’에 출연했다. 이러한 예능 출연으로 남규리에 대한 관심이 높아졌고, 이로 인해 그녀는 6월 ‘맥스MP3’ CF를 통해 광고 모델로 데뷔하게 되었으며, 7월에는 모델료 1억원에 ‘1682콜렉트콜’ 모델로도 발탁되었다. 11월에는 이범수와 함께 SG 워너비의 뮤직비디오에 출연하였다.
씨야는 〈여인의 향기〉 후속곡 〈구두〉로 활동하였고, 2006년 7월에는 KBS 드라마 《투명인간 최장수》의 OST 〈미친 사랑의 노래〉를 디지털 싱글로 발매했다. 〈미친 사랑의 노래〉는 온라인 음악 차트인 벅스차트에서 4주 연속 1위를 차지하였고, 맥스차트에서는 6주 연속으로 1위를 하였으며, SK텔레콤 통화연결음 순위에서도 4주 연속으로 1위를 하였다. 씨야는 2006년 아시아송 페스티벌에서 신인상, 서울가요대상 신인가수상, 골든 디스크 신인상, 《SBS 가요대전》 여자신인상 등을 수상했다.
2007년 3월 남규리와 HOT 전 멤버인 토니안의 열애설이 불거졌으나, 남규리는 4월 SBS 《야심만만 만 명에게 물었습니다》에 출연하여 선배일뿐 특별한 사이가 아니라고 관계를 부인하였다. 그녀는 같은 달인 4월 첫 솔로곡인 영화 《못말리는 결혼》의 OST 〈깊은 밤을 날아서〉를 발표하여 각종 온라인 차트에서 상위권에 올랐고, 또 11월에는 FT아일랜드의 이홍기와 듀엣으로 KBS 시트콤 《못 말리는 결혼》의 엔딩 삽입곡 〈요즘 나는〉을 불렀다.
한편 씨야는 2007년 5월 25일 2집 Lovely Sweet Heart를 발표하고, 대표곡 〈사랑의 인사〉로 방송 활동을 다시 시작하였다. 씨야의 2집은 발매직후 한터차트 실시간 및 일간차트 1위에 올랐으며, 대표곡인 〈사랑의 인사〉는 벅스차트 4주 연속 1위, 멜론차트 7월 월간차트 1위를 기록하였고, 7월 15일 《SBS 인기가요》에서 〈여인의 향기〉 이후 1년여만에 재차 뮤티즌송을 차지했다. 씨야는 후속곡 〈결혼할까요〉로 활동하였고, 11월에서 12월에 걸쳐 데뷔 후 처음으로 서울, 대구, 부산에서 단독 콘서트를 가졌다. 씨야는 2007년 MKMF 여자그룹상, 골든 디스크 디지털음원 본상, 서울가요대상 본상을 수상했다.

### 배우 데뷔와 씨야 탈퇴

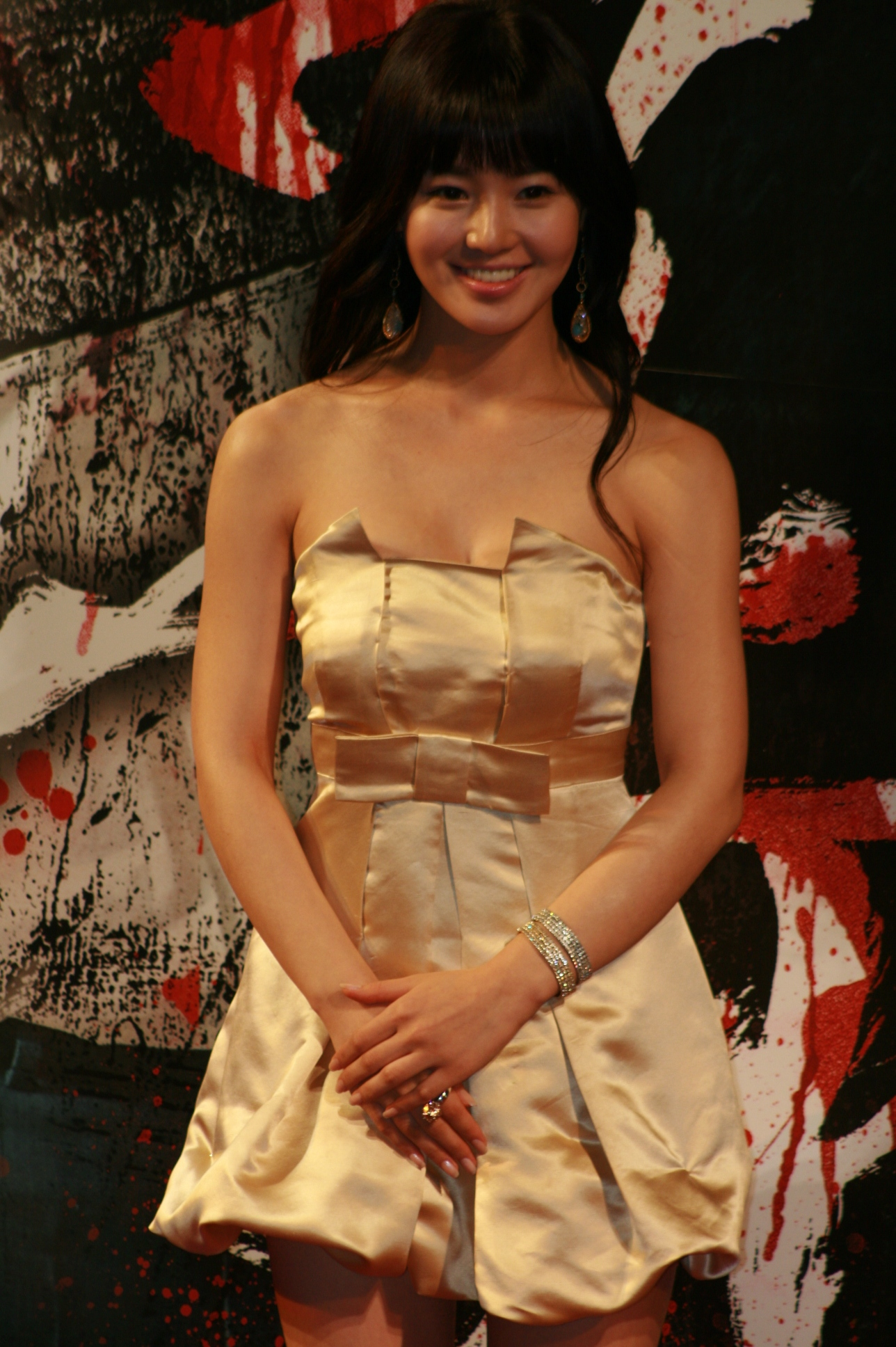
2008년 7월 영화 《고死: 피의 중간고사》 시사회에 참석한 남규리.

씨야는 2008년 1월 신곡 3곡을 포함해 총 11곡이 수록된 2.5집 California Dream을 발표했다. 대표곡인 〈슬픈 발걸음〉(구두2)으로 씨야는 1월 20일 《SBS 인기가요》에서 다시 한 번 뮤티즌송을 수상했으며, 1월 31일 엠넷 《엠카운트다운》에서도 1위를 차지했다.
남규리는 2006년 12월 전 매니저에게 계약 위반으로 피소된 바 있는데, 2008년 3월 1,700만원에 합의가 이루어졌다. 5월에는 이범수, 김범 등과 함께 공포 영화 《고死: 피의 중간고사》에 주연(강이나 역)으로 캐스팅 되면서 배우로 데뷔하게 되었다. 남규리는 《고死: 피의 중간고사》의 OST인 〈남자〉도 불렀다. 이 작품으로 그녀는 제17회 부일영화상 신인여자 연기상 후보에 올랐다.
《고死: 피의 중간고사》가 개봉하기 전인 2008년 7월 남규리가 씨야를 탈퇴하고 본격적인 솔로 활동을 할 계획이라는 발표가 있었으나 해프닝으로 끝났고, 씨야는 9월 26일 3집 앨범 Brilliant Change를 발매하며 컴백했다. 대표곡 〈Hot Girl〉은 멜론차트 주간 최고 11위, 벅스차트 4위, 엠넷차트 4위 등을 기록하였다. 씨야는 후속곡 〈가니〉로 활동을 이어갔다.
남규리는 2008년 11월 신인 그룹 미스 에스의 노래 〈바람피지마〉의 뮤직 비디오와 피쳐링에 참여하였고, 경희대학교 연극영화과에 수시로 합격하였다. 2009년에는 3월 개봉한 영화 《슬픔보다 더 슬픈 이야기》에 캣걸 역으로 카메오 출연을 하였고, OST인 〈보고싶은 얼굴〉도 불렀다. 같은 해 3월에는 미니앨범 수록곡 춤 연습을 하던 중 갈비뼈 골절 사고를 당했다.
2009년 4월 계약기간을 둘러싸고 남규리와 코어콘텐츠미디어 사이에 논란이 생겼다. 같은해 7월 남규리가 다시 씨야로 복귀할 것이라는 발표가 있었으나 서로 의견 차이를 좁히지 못해 무산되었고, 코어콘텐츠미디어는 남규리를 대신할 새로운 멤버로 수미를 영입하였다. 한편 남규리는 가수가 아닌 연기자로 활동하겠다는 뜻을 밝혔다. 결국 양측은 2010년 1월 계약종료에 합의하였고, 남규리는 이야기 엔터테인먼트와 전속계약을 맺었다.

### 연기자로의 변신

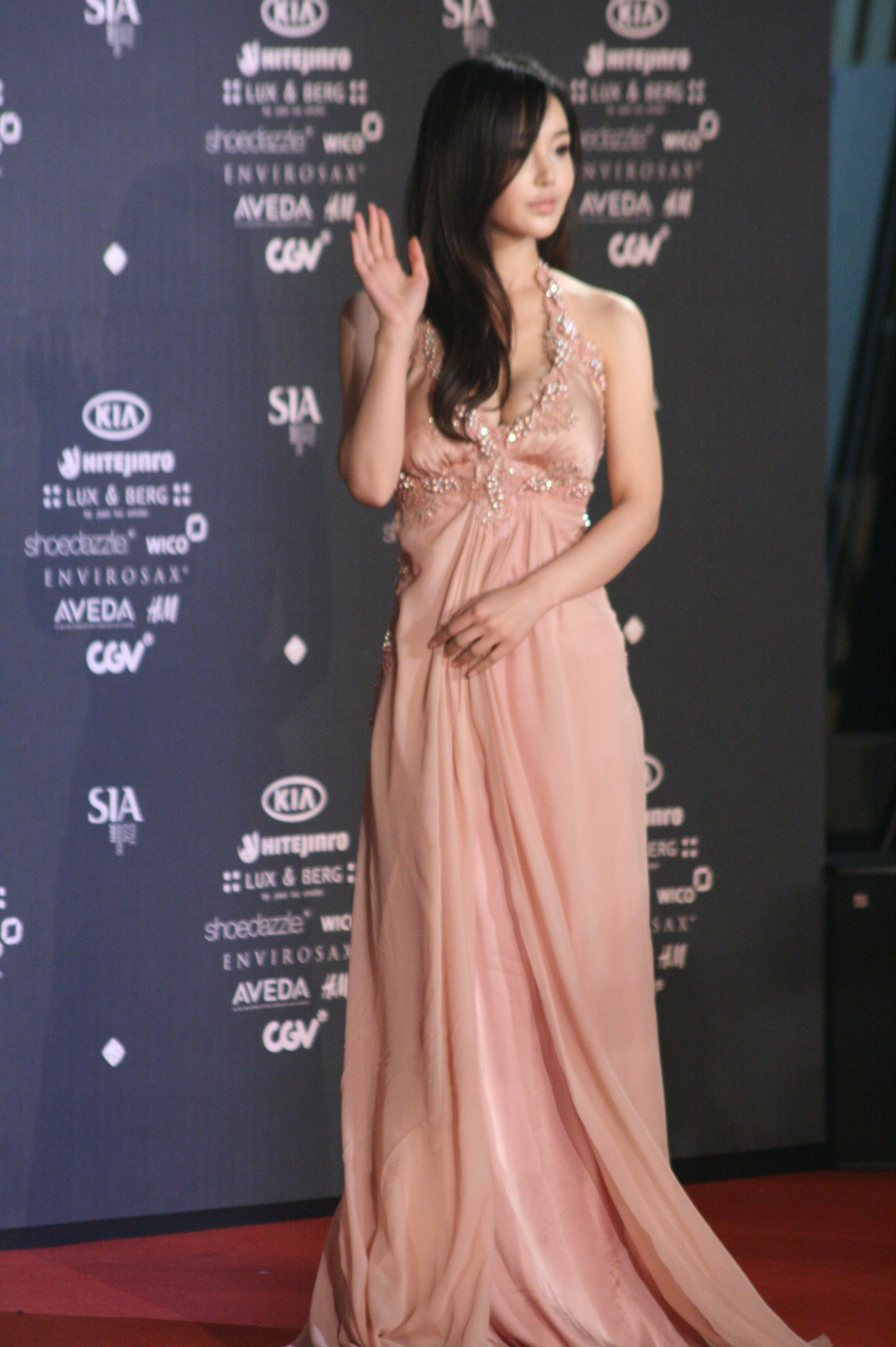
2011년 11월 ‘2011 스타일 아이콘 어워즈’에 참석한 남규리.

남규리는 2010년 2월 김수현이 극본을 쓴 SBS 주말 드라마 《인생은 아름다워》에 캐스팅되면서 본격적인 연기 활동을 시작했고, 이 작품으로 2010년 《SBS 연기대상》에서 뉴스타상을 수상했다.
2011년 1월 남규리는 씨야 멤버들과 다시 뭉쳐 신곡 2곡과 씨야의 기존 히트곡 13곡이 수록된 굿바이 앨범 See You Again을 발표하고, 30일 《SBS 인기가요》에서 고별무대를 가졌다. 이로써 씨야는 데뷔 5년만에 공식적으로 해체하게 되었다.
2011년 3월부터 남규리는 이요원, 조현재, 배수빈 등과 함께 SBS의 수목드라마 《49일》에 출연하였다. 5월까지 방송된 이 드라마에서 그녀는 결혼을 앞두고 교통사고로 혼수상태에 빠지게 되는 신지현 역을 맡았다. 이후 10월 케이블 채널 트렌디에서 방송된 뮤직 옴니버스 드라마 《피아니시모》 중 〈네버 엔딩 러브〉(Never Ending Love) 편에 출연하였고, 12월에는 중국 드라마 《나의 기억을 잃은 여자친구》(我的失憶女友)에 주연으로 캐스팅되었다. 남규리는 2012년 7월 KBS의 단막극인 《KBS 드라마 스페셜》에 출연하여 좋은 평가를 받았고, 8월에는 KBS 월화드라마 《해운대 연인들》에 김강우(이태성 역)의 약혼녀 윤세나 역으로 출연하였다.
2013년 6월 남규리는 나무엑터스로 소속사를 옮겼다. 같은해 그녀는 종합편성채널 JTBC의 월화드라마 《무정도시》에서 마약조직에 잠입하는 경찰 윤수민 역을 맡아 호평을 받았다.

## 음악 활동

### 음반
| 연도 | 음반                            | 종류        | 곡명 (트랙)                                                             | 비고                      |
| ---- | ------------------------------- | ----------- | ----------------------------------------------------------------------- | ------------------------- |
| 2007 | 영화 못말리는 결혼 OST          | 디지털 싱글 | 1. 깊은 밤을 날아서                                                     | 리메이크                  |
| 2007 | 시트콤 못말리는 결혼 OST        | 디지털 싱글 | 1. 요즘 나는                                                            | 이홍기와 같이 부름        |
| 2008 | 고死: 피의 중간고사 OST         | 디지털 싱글 | 1. 남자(男子)                                                           |                           |
| 2009 | 슬픔보다 더 슬픈 이야기 OST     | 음반        | 6. 보고싶은 얼굴                                                        |                           |
| 2010 | 보석비빔밥 OST                  | 음반        | 6. 사랑한다는 말                                                        |                           |
| 2010 | Taste of LOVE                   | 디지털 싱글 | 1. 내게 오는 자전거 (Feat. Oneway)                                      |                           |
| 2010 | 피그말리온의 사랑 OST           | 디지털 음반 | 2. 記憶を消して(メイン・テーマ) 5. 記憶を消して(日本語歌詞)             |                           |
| 2011 | The Works Part 1                | 디지털 싱글 | 1. 별빛눈물                                                             | 오준성 마스터피스         |
| 2011 | Mr. 아이돌 OST Part 2           | 디지털 싱글 | 1. 그대만 보이네요                                                      |                           |
| 2011 | Mr. 아이돌 OST                  | 음반        | 4. 나는 8. 그대만 보이네요                                              |                           |
| 2011 | 겨울이야기                      | 디지털 싱글 | 1. 겨울이야기                                                           | 남규리 외 7인이 같이 부름 |
| 2012 | 그 남자                         | 디지털 싱글 | 1. 그 남자                                                              |                           |
| 2012 | 해운대 연인들 OST Part 1        | 디지털 싱글 | 2. 해운대 연인들                                                        |                           |
| 2013 | The Artist Diary Project Part 1 | 디지털 싱글 | 1. 처음 본 남자 그리고 여자 2. 처음 본 남자 그리고 여자 (Acoustic Ver.) | 이결과 같이 부름          |
| 2014 | Moon River                      | 디지털 싱글 | 1. Moon River                                                           | 리메이크                  |

*디지털 싱글과 중복된 곡이 실린 음반은 제외하였다.

### 참여
- 2008년 〈바람피지마 (Feat. 남규리)〉 (미스 에스의 디지털 싱글 《Miss $ Diary》 중. 피쳐링 참여)
- 2009년 〈안돼요 (Rap Feat. Day Day)〉 (아이비의 3집 《I Be..》 중. 작사 참여)
- 2010년 〈안녕 그리고 안녕〉 (신혜성의 디지털 싱글 《안녕 그리고 안녕》 중. 피쳐링 참여)

### 뮤직비디오
| 연도 | 노래                                           | 가수      |
| ---- | ---------------------------------------------- | --------- |
| 2006 | 그저 바라볼 수만 있어도 Ordinary People 사랑가 | SG 워너비 |
| 2008 | 바람피지마 (Feat. 남규리)                      | Miss $    |
| 2010 | 빛                                             | 박기영    |
| 2010 | 러브 (L.O.V.E) (Feat. 슈프림팀)                | 이기찬    |
| 2011 | 어쩌다 마주친                                  | 레드애플  |
| 2013 | 이게 사랑이 아니면 (Feat. 에일리)              | 버벌 진트 |
| 2013 | 사랑하고 싶은 날                               | 이승철    |

*씨야의 뮤직 비디오에 출연한 것은 제외하였다.

## 연기 활동

### 영화
- 2008년 《고死: 피의 중간고사》 - 강이나 역
- 2009년 《슬픔보다 더 슬픈 이야기》 - 캣걸 역 (카메오)
- 2011년 《Mr. 아이돌》 - 미오 역 (카메오)
- 2013년 《톱스타》 - 얼음꽃여배우 역 (특별출연)
- 2014년 《신촌좀비만화》 - 시와 역
- 2018년 《데자뷰》 - 신지민 역
- 2018년 《여고동창》
- 2019년 《질투의 역사》 - 수민 역

### 드라마
- 2010년 SBS 주말 특별기획 드라마 《인생은 아름다워》 ... 양초롱 역
- 2011년 SBS 드라마스페셜 《49일》 ... 신지현 역
- 2011년 Trendy 드라마 《피아니시모》 ... 안규리 역
- 2012년 KBS 드라마스페셜 《칼잡이 이발사》 ... 미자 역
- 2012년 KBS2 월화드라마 《해운대 연인들》 ... 윤세나 역
- 2012년 KBS2 월화드라마 《울랄라 부부》 ... 배정아 역 (특별출연)
- 2013년 JTBC 월화드라마 《무정도시》 ... 윤수민 역
- 2014년 장시위성 드라마 《천금보모千金保姆》 ... 쉐자바오(薛嘉宝) 역
- 2014년 MBC 드라마 페스티벌 《하우스 메이트》 ... 강서원 역
- 2015년 SBS 토요 드라마 《심야식당》 ... 민경 역
- 2016년 SBS 주말 특별기획 드라마 《그래, 그런거야》 ... 이나영 역
- 2018년 MBC 수목드라마 《내 뒤에 테리우스》 ... 최연경 역
- 2018년 MBC 수목드라마 《붉은 달 푸른 해》 ... 전수영 역
- 2019년 MBC 토요 특별기획 드라마 《이몽》 ... 미키 역
- 2020년 MBC 월화드라마 《카이로스》 ... 강현채 / 이지영 / 이유나 역
- 2021년 tvN 드라마 스테이지 《더 페어》 ... 류희선 역
- 2021년 tvN 월화드라마 《너는 나의 봄》 ... 안가영 역
- 2023년 MBC 금토드라마 《열녀박씨 계약결혼뎐》 ... 태하의 친모 역 (특별 출연)
- 2024년 TVING 드라마 《피타는 연애》 ... 백영옥 역

## 기타 활동

### 예능
- 《내귀에캔디》 (tvN, 2016년) 장근석의 캔디로 출연
- 《정글의 법칙 브루나이》 (SBS)
- 《천만홀릭 커밍쑨》 (채널A, 2018년)
- 《노빠꾸 탁재훈》(유튜브, 2024년)

### 홍보대사
- 2009년 한국네일협회 홍보대사[82]
- 2011년 2011 아토피 없는 나라 만들기 캠페인 홍보대사[83]
- 2011년 부산콘텐츠마켓 2011 홍보대사[84]
- 2012년 희망서울 홍보대사[85]
- 2014년 부산콘텐츠마켓 2014 홍보대사[86]
- 2014년 KOREA UHD Festival 2014 - UHD 콘텐츠 홍보대사[87]

※씨야가 홍보대사로 위촉된 것은 제외하였다.

## 수상 및 후보
| 연도 | 시상식              | 부문                                            | 작품                | 결과 | 출처                            |
| ---- | ------------------- | ----------------------------------------------- | ------------------- | ---- | ------------------------------- |
| 2008 | 제17회 부일영화상   | 신인여자연기상                                  | 고死: 피의 중간고사 | 후보 |                                 |
| 2010 | SBS 연기대상        | 뉴스타상                                        | 인생은 아름다워     | 수상 |                                 |
| 2011 | 제47회 백상예술대상 | TV부문 여자 신인연기상                          | 인생은 아름다워     | 후보 | 보관됨 2014-12-19 - 웨이백 머신 |
| 2011 | SBS 연기대상        | 드라마스페셜부문 여자 우수연기상                | 49일                | 후보 |                                 |
| 2018 | MBC 연기대상        | 수목미니시리즈부문 여자 우수연기상              | 붉은 달 푸른 해     | 후보 |                                 |
| 2019 | MBC 연기대상        | 월화/특별기획드라마 부문 여자 우수상            | 이몽                | 후보 |                                 |
| 2020 | MBC 연기대상        | 월화 미니시리즈·단막드라마 부문 여자 우수연기상 | 카이로스            | 수상 |                                 |

### 내용주
1. ↑  위로는 언니가 둘 있고, 아래로는 남동생이 한 명 있다.
2. ↑  애니원에서 방송된 만화영화 《커렉터 유이》의 오프닝 곡 〈영원이라고 하는 곳〉을 불렀다.
3. ↑  SM 측에서도 연락이 왔으나 YG를 선택했다 한다.
4. ↑  원래는 이문세가 부른 곡으로, 남규리가 다시 부른 것이다.
5. ↑  〈슬픈 발걸음〉(구두2)은 2007년 11월 24일 콘서트에서 뮤직비디오가 처음으로 공개되었고, 12월 20일 디지털 싱글로 발매되었다.
6. ↑  남규리가 출연한 〈네버 엔딩 러브〉(Never Ending Love) 편은 2010년 2월 초 촬영을 마쳤으며,[74] 2011년 10월 25일 0시에 트렌디에서 첫 방송되었다.[75]
7. ↑  참고로 이 노래는 1년 뒤 발매된 노라조의 멤버 이혁이 부른 동명의 〈남자〉와 재생시간이 같다. 하지만 리메이크 한 것은 아니다.
8. ↑  일본 BeeTV에서 방송된 한일합작 드라마 《피그말리온의 사랑-너의 기억을 나에게 주세요》(일본어: キミの記憶をボクにください~ピグマリオンの恋~)의 OST이다.

### 참조주
1. 1 2 3 4 5  김범석 (2007년 12월 19일). “[취중토크 ①] 남규리 “단칸방 살았지만 꿈은 놓지 않았어요””. 일간스포츠. 2020년 8월 30일에 확인함.
2. ↑  한유진 (2012년 11월 2일). “저도 규리 언니같은 연예인이 될래요!”. 서울톡톡. 2013년 10월 30일에 원본 문서에서 보존된 문서. 2013년 4월 2일에 확인함. 1남3녀의 셋째 딸이었다는 남규리
3. 1 2  최문영 (2008년 7월 22일). “[술술토크] (14) 남규리, "겉만 공주고, 사실은 또순이에요"”. 스포츠조선. 2013년 10월 29일에 원본 문서에서 보존된 문서. 2013년 4월 2일에 확인함.
4. 1 2  김범석 (2007년 12월 19일). “[취중토크 ④] 남규리 “부모님 임플란트 해드린게 가장 기뻤어요””. 일간스포츠. 2020년 8월 30일에 확인함.
5. ↑  고재완 (2008년 7월 2일). “'씨야' 남규리, 부모님-할머니 이야기하며 눈시울 붉혀”. 아시아경제신문. 2013년 4월 2일에 확인함.
6. 1 2 3  강승훈 (2006년 3월 20일). “씨야, '겉은 '핑클', 노래는 '빅마마'?' [MD 인터뷰]”. 마이데일리. 2013년 4월 2일에 확인함.
7. 1 2 3  김범석 (2007년 12월 19일). “[취중토크 ②] 남규리 “커피숍 알바때 유명 가수에 대시 받았어요””. 일간스포츠. 2020년 8월 30일에 확인함.
8. ↑  박효실 (2010년 11월 8일). “'이 악물고 달린 남규리' 깡으로 가슴으로 연기에 다가선 날”. 스포츠서울. 2013년 10월 29일에 원본 문서에서 보존된 문서. 2013년 4월 2일에 확인함.
9. ↑  《상상플러스 시즌2》 (텔레비전 프로그램). 서울, 대한민국: KBS. 2008년 7월 1일.
10. ↑  김범석 (2007년 12월 19일). “[취중토크 ③] 남규리 “가장 든든한 후원자는 엄마””. 일간스포츠. 2020년 8월 30일에 확인함.
11. ↑  왕지웅 (2006년 4월 4일). “<인터뷰> ‘여자 SG워너비’ 신인 여성 3인조 그룹 '씨야'”. 연합뉴스. 2013년 4월 2일에 확인함.
12. ↑  강석봉 (2006년 2월 7일). “여자 SG워너비 ‘씨야’ 베일 벗었다”. 스포츠경향. 2013년 4월 2일에 확인함.
13. ↑  김민주 (2007년 12월). “[MUSIC]주현미 성탄디너쇼/씨야 콘서트”. 《레이디경향》. 2014년 9월 13일에 원본 문서에서 보존된 문서. 2013년 4월 2일에 확인함.
14. ↑  신기원 (2006년 3월 25일). “<가요순위> 씨야 '여인의 향기' 2주째 1위”. 연합뉴스. 2013년 4월 2일에 확인함.
15. ↑  이정혁 (2006년 4월 23일). “'여자 SG워너비' 씨야, 데뷔 40일만에 정상 등극”. 스포츠조선. 2014년 9월 13일에 원본 문서에서 보존된 문서. 2013년 4월 2일에 확인함.
16. ↑  강석봉 (2006년 4월 24일). “씨야 깜짝이야! 데뷔 40일만에 SBS 인기가요 1위”. 스포츠경향. 2013년 4월 3일에 확인함.
17. ↑  이정혁 (2006년 5월 9일). “'씨야' 리더 남규리 "송혜교 닮았다"...네티즌 시끌”. 스포츠조선. 2014년 9월 13일에 원본 문서에서 보존된 문서. 2013년 4월 3일에 확인함.
18. ↑  SBS. “실제상황! 토요일”. 2014년 9월 13일에 원본 문서에서 보존된 문서. 2013년 4월 3일에 확인함.
19. ↑  김지연 (2006년 8월 14일). “그룹 생존법은? 멤버 한명에 매니지먼트 집중”. 스타뉴스. 2014년 9월 13일에 원본 문서에서 보존된 문서. 2013년 4월 3일에 확인함.
20. ↑  강승훈 (2006년 6월 7일). “씨야 남규리, 첫 CF통해 눈물연기 합격점”. 마이데일리. 2013년 4월 3일에 확인함.
21. ↑  강석봉 (2006년 7월 17일). “‘씨야’ 남규리, 6개월 단발 ‘억’CF 대박”. 스포츠경향. 2013년 4월 3일에 확인함.
22. ↑  “SG워너비, 28곡 담긴 히스토리앨범 15일 출시”. 노컷뉴스. 2006년 11월 10일. 2013년 4월 3일에 확인함.
23. ↑  “인기그룹 씨야, 드라마 주제가로 OST 진출”. 노컷뉴스. 2006년 7월 3일. 2013년 4월 3일에 확인함.
24. ↑  유상우 (2006년 8월 26일). “씨야 '미친 사랑의 노래'…가요차트 '접수'”. 뉴시스. 2013년 4월 3일에 확인함.
25. ↑  “거북이 ‘비행기’, 방송-온라인 점령”. 뉴시스. 2006년 9월 2일. 2013년 4월 3일에 확인함.
26. ↑  송호금 (2006년 8월 18일). “[연예] '미친 사랑의 노래' 통화연결음 1위”. SBS. 2013년 4월 3일에 확인함.
27. ↑  이정혁 (2006년 8월 20일). “여성 3인조 씨야, 생방송 도중 백댄서가 무대에서 쓰러져”. 스포츠조선. 2015년 12월 22일에 원본 문서에서 보존된 문서. 2013년 4월 3일에 확인함.
28. ↑  신기원 (2006년 9월 1일). “씨야 남규리, 위경련 일으켜 입원”. 연합뉴스. 2013년 4월 3일에 확인함.
29. ↑  이선민 (2007년 1월 5일). “연예인 인권은 항상 논외인가”. 미디어오늘.
30. ↑  강명석 (2007년 2월 2일). “누가 악플을 권하는가”. 《한겨레21》 (646). 2015년 12월 22일에 원본 문서에서 보존된 문서.
31. ↑  강지훈 (2008년 1월 1일). “씨야 "2006년 신인상-2007년 본상, 2008년은 대상?"”. 마이데일리. 2013년 4월 3일에 확인함.
32. ↑  강석봉·강수진 (2007년 3월 21일). “남규리·토니안 열애”. 스포츠경향. 2013년 4월 3일에 확인함.
33. ↑  고홍주 (2007년 5월 1일). “남규리 육성 해명 “토니안과 열애설 사실 아니다””. 뉴스엔. 2013년 12월 12일에 원본 문서에서 보존된 문서. 2013년 4월 3일에 확인함.
34. ↑  강석봉 (2007년 4월 29일). “남규리OST ‘깊은밤···’ 인기몰이”. 스포츠경향. 2013년 4월 3일에 확인함.
35. ↑  이은정 (2007년 11월 30일). “남규리ㆍ이홍기 "시트콤 성공 위해 입맞췄죠"”. 연합뉴스. 2013년 4월 3일에 확인함.
36. ↑  이승우 (2007년 5월 22일). “씨야, '사랑의 인사'로 가요계 복귀”. 스포츠조선. 2014년 9월 13일에 원본 문서에서 보존된 문서. 2013년 4월 3일에 확인함.
37. ↑  박진희 (2007년 5월 28일). “씨야, 2집 발매 하루만에 1위 ‘함박웃음’”. 스포츠서울. 2013년 4월 3일에 확인함.
38. ↑  김영현 (2007년 7월 14일). “<가요순위> 플라이투더스카이, 씨야 누르고 1위”. 연합뉴스. 2013년 4월 3일에 확인함.
39. ↑  문미영 (2010년 2월 20일). “온라인 음악시장 60% '점령'”. 스포츠한국. 2011년 6월 14일에 원본 문서에서 보존된 문서. 2013년 4월 3일에 확인함.
40. ↑  김지연 (2007년 7월 15일). “씨야, 1년만에 지상파 1위..눈물 '펑펑'”. 스타뉴스. 2014년 9월 13일에 원본 문서에서 보존된 문서. 2013년 4월 3일에 확인함.
41. ↑  이정혁 (2007년 6월 15일). “씨야, CF 잇단 콜에 '몸값 폭등'...1억5000까지 치솟아”. 스포츠조선. 2014년 9월 13일에 원본 문서에서 보존된 문서. 2013년 4월 3일에 확인함.
42. ↑  김고금평 (2007년 10월 29일). “[AM7]씨야, 데뷔 첫 단독 콘서트”. 문화일보. 2013년 4월 3일에 확인함.
43. ↑  이승우 (2007년 11월 17일). “[MKMF]씨야, 여성 그룹상 수상”. 스포츠조선. 2014년 9월 13일에 원본 문서에서 보존된 문서. 2013년 4월 3일에 확인함.
44. ↑  “마론인형 콘셉트의 씨야, '골든디스크'수상 영예!”. 스포츠조선. 2007년 12월 15일. 2013년 4월 3일에 확인함.
45. ↑  “여성그룹 씨야, 서울가요대상서 본상 수상”. 한국경제. 2008년 1월 31일. 2013년 4월 4일에 확인함.
46. ↑  김상호 (2008년 1월 20일). “씨야, 2.5집 발표…기존 히트곡과 신곡 수록”. 스포츠서울. 2013년 12월 11일에 원본 문서에서 보존된 문서. 2013년 4월 4일에 확인함.
47. ↑  이정혁 (2008년 1월 20일). “씨야, '슬픈 발걸음'으로 뮤티즌송 수상”. 스포츠조선. 2013년 12월 12일에 원본 문서에서 보존된 문서. 2013년 4월 4일에 확인함.
48. ↑  《엠카운트다운》 (케이블 텔레비전 프로그램). 서울, 대한민국: Mnet. 2008년 1월 31일. 2013년 12월 11일에 원본 문서에서 보존된 문서.
49. ↑  이현아 (2008년 3월 16일). “남규리, 전 매니저와 1,700만원 소송 합의”. 한국일보. 2013년 4월 4일에 확인함.[깨진 링크(과거 내용 찾기)]
50. ↑  이정연 (2008년 5월 6일). “남규리, 이범수 상대역으로 스크린 데뷔”. 스포츠동아. 2013년 4월 4일에 확인함.
51. ↑  “남규리가 부른 영화 '고死 : 피의 중간고사 OST '남자' 화제”. 스포츠조선. 2008년 7월 26일. 2014년 9월 13일에 원본 문서에서 보존된 문서. 2013년 4월 4일에 확인함.
52. ↑  “[알림] 제17회 부일영화상 수상 후보작”. 부산일보. 2008년 10월 9일. 2014년 9월 13일에 원본 문서에서 보존된 문서. 2013년 4월 4일에 확인함.
53. ↑  유명준 (2008년 7월 14일). “남규리 씨야 탈퇴? 당분간 솔로?…소속사 '오락가락'”. 세계일보. 2014년 9월 14일에 원본 문서에서 보존된 문서. 2013년 4월 4일에 확인함.
54. ↑  서보현 (2008년 10월 2일). “씨야 180도 확 달려졌다! 컴백 앞두고 깜찍발랄 뮤비 공개”. 뉴스엔. 2013년 10월 2일에 원본 문서에서 보존된 문서. 2013년 4월 4일에 확인함.
55. ↑  김성한 (2008년 10월 9일). “3집 컴백 씨야, Hot! Girl!”. 한국일보. 2012년 5월 12일에 원본 문서에서 보존된 문서. 2013년 4월 4일에 확인함.
56. ↑  최정주 (2008년 10월 29일). “‘브아걸 vs 원걸 vs 씨야’ 걸 전쟁 2라운드”. 나우뉴스. 2014년 9월 13일에 원본 문서에서 보존된 문서. 2013년 4월 4일에 확인함.
57. ↑  박세연 (2008년 11월 21일). “남규리 ‘바람피지마’ 미스에스 데뷔무대 피처링 지원사격”. 뉴스엔. 2013년 10월 5일에 원본 문서에서 보존된 문서. 2013년 4월 4일에 확인함.
58. ↑  이재환 (2008년 11월 19일). “씨야 남규리 “배우 꿈 한발 더 가까이” 연영과 합격”. 뉴스엔. 2013년 10월 5일에 원본 문서에서 보존된 문서. 2013년 4월 4일에 확인함.
59. ↑  이재환 (2009년 3월 10일). “권상우 무대인사 일정은 특급비밀 “묻지마””. 뉴스엔. 2013년 10월 5일에 원본 문서에서 보존된 문서. 2013년 4월 4일에 확인함.
60. ↑  길혜성 (2009년 3월 19일). “남규리, 갈비뼈부상 예상보다 심각..음반발표 연기”. 스타뉴스. 2014년 9월 13일에 원본 문서에서 보존된 문서. 2013년 4월 4일에 확인함.
61. ↑  “씨야 남규리, 소속사 무단이탈 법적 대응”. 뉴스엔. 2009년 4월 20일. 2014년 1월 6일에 원본 문서에서 보존된 문서. 2013년 4월 4일에 확인함.
62. ↑  유명준 (2009년 4월 20일). “남규리 소속사 무단 이탈…씨야 향방은?”. 세계일보. 2014년 9월 14일에 원본 문서에서 보존된 문서. 2013년 4월 4일에 확인함.
63. ↑  김용습 (2008년 7월 30일). “'씨야' 남규리, 소속사와 갈등 끝에 복귀 결정”. 스포츠서울. 2013년 4월 4일에 확인함.[깨진 링크(과거 내용 찾기)]
64. ↑  김상호 (2009년 8월 13일). “합류 불발 남규리 "도저히 씨야로는 활동할 수 없다"”. 스포츠서울. 2013년 4월 4일에 확인함.[깨진 링크(과거 내용 찾기)]
65. ↑  길혜성 (2009년 8월 19일). “씨야, '탈퇴 남규리' 대신 새 멤버 '수미' 전격확정”. 스타뉴스. 2014년 9월 13일에 원본 문서에서 보존된 문서. 2013년 4월 4일에 확인함.
66. ↑  이해리 (2009년 8월 13일). “‘소속사 분쟁’ 남규리 “가수 아닌 연기자로 활동하겠다””. 스포츠동아. 2013년 4월 4일에 확인함.
67. ↑  강수진 (2010년 1월 3일). “남규리, 전속 계약 문제 타결!”. 스포츠경향. 2013년 4월 4일에 확인함.
68. ↑  유명준 (2010년 2월 2일). “'홀로서기' 남규리 "대본 찢어질 정도로 연습"”. 세계일보. 2013년 11월 11일에 원본 문서에서 보존된 문서. 2013년 4월 5일에 확인함.
69. ↑  “남규리, SBS 연기대상 뉴스타상”. 연합뉴스. 2011년 1월 1일. 2014년 9월 14일에 원본 문서에서 보존된 문서. 2013년 4월 5일에 확인함.
70. ↑  이미혜 (2011년 1월 20일). “남규리, 씨야 멤버들과 2년반만에 뭉쳐”. 스포츠경향. 2013년 4월 6일에 확인함.
71. ↑  백지은 (2011년 1월 30일). “씨야, 폭풍눈물 속 고별무대”. 스포츠조선. 2013년 4월 6일에 확인함.
72. ↑  이은주 (2011년 2월 7일). “안방극장 女人天下 여왕타이틀은 하나”. 서울신문. 20면. 2013년 4월 6일에 확인함.
73. ↑  김태균 (2011년 9월 8일). “트렌디, 한류스타 총출동한 드라마 ‘피아니시모’ 방송”. 경제투데이. 2013년 10월 6일에 원본 문서에서 보존된 문서. 2013년 7월 6일에 확인함.
74. ↑  장서윤 (2010년 2월 16일). “남규리·SS501 김규종·박기웅, 드라마서 '삼각사랑'”. 이데일리. 2014년 12월 27일에 원본 문서에서 보존된 문서. 2014년 5월 20일에 확인함.
75. ↑  트렌디 (2010년 10월 24일). “홈 > Schedule > 일일편성표”. 2014년 5월 20일에 원본 문서에서 보존된 문서. 2014년 5월 20일에 확인함.
76. ↑  김민정 (2011년 12월 2일). “[연예 뉴스 스테이션] 남규리, 중국 드라마 ‘나의 실억…’주인공 캐스팅”. 스포츠동아. 2013년 12월 12일에 원본 문서에서 보존된 문서. 2013년 10월 7일에 확인함.
77. ↑  박설이 (2014년 8월 14일). “"치파오가 빨개요" 남규리, 중드 속 팔색조 매력 예고”. TV리포트. 2016년 3월 4일에 원본 문서에서 보존된 문서. 2014년 12월 27일에 확인함.
78. ↑  김성희 (2012년 7월 23일). “'칼잡이 이발사', 단막극이기엔 아까웠던 '수작'”. 스타뉴스. 2014년 9월 13일에 원본 문서에서 보존된 문서. 2013년 7월 6일에 확인함.
79. ↑  한현정 (2012년 8월 27일). “‘해운대 연인들’ 남규리 특별출연 전환 “小분량, 배려 차원””. 스타투데이. 2013년 7월 6일에 확인함.
80. ↑  김가연 (2013년 6월 1일). “남규리, 문근영·한혜진과 한솥밥…'나무엑터스'에 새 둥지”. 스포츠서울. 2013년 10월 5일에 원본 문서에서 보존된 문서. 2013년 10월 5일에 확인함.
81. ↑  박아름 (2013년 7월 31일). “인터넷서 난리난 ‘상어’ ‘무정도시’ 시청률은 왜 빛보지 못했나”. 뉴스엔. 2013년 10월 5일에 원본 문서에서 보존된 문서. 2013년 10월 5일에 확인함.
82. ↑  박세연 (2009년 11월 18일). “패셔니스타 남규리, 한국네일협회 홍보대사 위촉”. 뉴스엔. 2015년 1월 1일에 원본 문서에서 보존된 문서. 2015년 1월 1일에 확인함.
83. ↑  고재완 (2011년 1월 20일). “남규리, 국민 건강한 피부만들기 앞장선다”. 스타투데이. 2015년 1월 1일에 확인함.
84. ↑  임동식 (2011년 4월 24일). “조현재 · 남규리, BCM 홍보대사로”. 전자신문. 19면. 2015년 1월 1일에 원본 문서에서 보존된 문서. 2015년 1월 1일에 확인함.
85. ↑  박정민 (2012년 8월 17일). “재능 나눔 ‘희망 서울 홍보대사’ 20명 위촉”. 문화일보. 36면. 2015년 1월 1일에 확인함.
86. ↑  김중걸 (2014년 4월 9일). “부산콘텐츠마켓 홍보대사 배우 남규리”. 경남도민일보. 2015년 9월 24일에 원본 문서에서 보존된 문서. 2015년 1월 1일에 확인함.
87. ↑  유병철 (2014년 12월 19일). “남규리, KOREA UHD 콘텐츠 홍보대사 발탁”. 한국경제TV. 2015년 1월 1일에 원본 문서에서 보존된 문서. 2015년 1월 1일에 확인함.